# Sauròpodes
Els sauròpodes (Sauropoda) són l'infraordre de dinosaures en què es classifiquen els sauropodomorfs, més tardans i grossos que els prosauròpodes.
Els animals que pertanyien a aquest clade eren enormes, de coll llarg, cap petit, potes gruixudes i cua robusta tals com l'Argentinosaurus, Diplodocus, Seismosaurus i Brachiosaurus. Es desplaçaven a quatre potes tot i que es podien alçar sobre les dues posteriors.

## Classificació

### Taxonomia
La següent taxonomia segueix Wilson & Sereno, 1998, Yates, 2003, Galton, 2001 amb rangs segons Benton, 2004:
- Infraordre Sauropoda
  - Isanosaurus
  - Kotasaurus
  - Lessemsaurus
  - Família Blikanasauridae
  - Família Melanorosauridae
  - Família Vulcanodontidae
  - Família Cetiosauridae
  - Família Omeisauridae
  - ?Família Tendaguridae
  - Clade Turiasauria
  - Divisió Neosauropoda
    - Haplocanthosaurus
    -  ?Jobaria
    - Superfamília Diplodocoidea
      - Família Rebbachisauridae
      - Família Dicraeosauridae
      - Família Diplodocidae

    - Subdivisió Macronaria
      - Família Brachiosauridae
      - Família Camarasauridae
      - Família Euhelopodidae
      - Superfamília Titanosauroidea